# Modelo de efectos fijos
En estadística, un modelo de efectos fijos es un modelo estadístico que representa las cantidades observadas en las variables explicativas que son tratadas como si las cantidades fueran no-aleatorias. Esto está en contraste con el Modelo de efectos aleatorios y el Modelo mixto en los que todas o algunas de las variables explicativas son tratadas como si se derivaran de causas aleatorias. Tenga en cuenta que esto difiere con la definición bioestadística. Los bioestadísticos se refieren a los efectos "promedio de la población" y "específicos del sujeto" como efectos "fijo" y "aleatorio" respectivamente. A menudo, la misma estructura del modelo, que suele ser una regresión lineal, puede ser tratado como cualquiera de los tres tipos, dependiendo del punto de vista del analista, aunque puede haber una elección natural en cualquier situación dada.
En el análisis de datos de panel, el estimador de efectos fijos (también conocido como el estimador "within") se utiliza para referirse a un estimador para los coeficientes en el modelo de regresión. Si suponemos efectos fijos, imponemos que los efectos del tiempo son independientes para cada entidad que posiblemente esté correlacionada con los regresores.

## Descripción cualitativa
Estos modelos sirven para controlar la heterogeneidad inobservable, en particular cuando esta es constante en el tiempo y está correlacionada con las variables independientes. Esta constante puede ser eliminada de los datos a través de la diferenciación, por ejemplo, teniendo una primera diferencia con la cual se eliminarán los componentes del modelo invariables en el tiempo.
Hay dos supuestos comunes hechos sobre el efecto individual específico, el supuesto de efectos aleatorios y la asunción de efectos fijos. La hipótesis de efectos aleatorios (hecho en un modelo de efectos aleatorios), es que los efectos específicos individuales no están correlacionados con las variables independientes. El supuesto del modelo de efectos fijos es que el efecto específico individual está correlacionado con las variables independientes. Si la hipótesis de efectos aleatorios se mantiene, el modelo de efectos aleatorios es más eficiente que el modelo de efectos fijos. Sin embargo, si este supuesto no se cumple (es decir, si la prueba de Durbin-Watson falla), el modelo de efectos aleatorios no es consistente.

## Descripción Formal
Considere el modelo lineal de efectos no observados para  {\displaystyle N} observaciones y {\displaystyle T} periodos de tiempo: 
{\displaystyle y_{it}=X_{it}\mathbf {\beta } +\alpha _{i}+u_{it}} for {\displaystyle t=1,..,T} and {\displaystyle i=1,...,N}
donde {\displaystyle y_{it}} es la variable dependiente observada para el individuo {\displaystyle i} en el tiempo {\displaystyle t,} {\displaystyle X_{it}} es la matriz de regresores variable en el tiempo de tamaño {\displaystyle 1\times k}, {\displaystyle \alpha _{i}} es lo no observado invariante en el tiempo y el efecto individual, {\displaystyle u_{it}} es el término de error. A diferencia de {\displaystyle X_{it}}, {\displaystyle \alpha _{i}} no puede ser observada por el econometrista. Los ejemplos más comunes de efectos invariantes en el tiempo son los {\displaystyle \alpha _{i}} que representan la capacidad innata de los individuos o los factores históricos e institucionales de los países.
A diferencia del modelo de efectos aleatorios (RE, por "random effects") en el que la observada {\displaystyle \alpha _{i}} es independiente de {\displaystyle x_{it}} para todos {\displaystyle t=1,...,T} , el modelo de elementos fijos (FE, por Fixed effects) permite a {\displaystyle \alpha _{i}} que se correlacione con la matriz regresores {\displaystyle x_{it}} . La exogeneidad estricta , sin embargo, sigue siendo necesaria.
Dado que {\displaystyle \alpha _{i}} no es observable, no pueden ser directamente controlada. El modelo FE elimina {\displaystyle \alpha _{i}} degradando a las variables a través de la transformación "dentro de" ("within"):
{\displaystyle y_{it}-{\overline {y_{i}}}=\left(X_{it}-{\overline {X_{i}}}\right)\beta +\left(\alpha _{i}-{\overline {\alpha _{i}}}\right)+\left(u_{it}-{\overline {u_{i}}}\right)={\ddot {y_{it}}}={\ddot {X_{it}}}\beta +{\ddot {u_{it}}}}
Donde {\displaystyle {\overline {X_{i}}}={\frac {1}{T}}\sum \limits _{t=1}^{T}X_{it}} y {\displaystyle {\overline {u_{i}}}={\frac {1}{T}}\sum \limits _{t=1}^{T}u_{it}}. Dado que {\displaystyle \alpha _{i}} es constante, {\displaystyle {\overline {\alpha _{i}}}=\alpha _{i}} y por lo tanto el efecto es eliminado. El estimador de efectos fijos (FE) {\displaystyle {\hat {\beta }}_{FE}} se obtiene entonces de una regresión MCO de  {\displaystyle {\ddot {y}}} en {\displaystyle {\ddot {X}}}.

## Igualdad de los estimadores de efectos fijos (FE) y de primeras diferencias (FD) cuando T = 2
Para el caso especial con un número de períodos igual a dos ({\displaystyle T=2}). El estimador FE y el estimador FD son numéricamente equivalentes. Para ver esto, establecer que el estimador de efectos fijos es el siguiente:
{\displaystyle {FE}_{T=2}=\left[(x_{i1}-{\bar {x}}_{i})(x_{i1}-{\bar {x}}_{i})'+(x_{i2}-{\bar {x}}_{i})(x_{i2}-{\bar {x}}_{i})'\right]^{-1}\left[(x_{i1}-{\bar {x}}_{i})(y_{i1}-{\bar {y}}_{i})+(x_{i2}-{\bar {x}}_{i})(y_{i2}-{\bar {y}}_{i})\right]}
{\displaystyle (x_{i1}-{\bar {x}}_{i})} puede ser reescrito como {\displaystyle (x_{i1}-{\dfrac {x_{i1}+x_{i2}}{2}})={\dfrac {x_{i1}-x_{i2}}{2}}}, volvemos a escribir la línea como:
{\displaystyle {FE}_{T=2}=\left[\sum _{i=1}^{N}{\dfrac {x_{i1}-x_{i2}}{2}}{\dfrac {x_{i1}-x_{i2}}{2}}'+{\dfrac {x_{i2}-x_{i1}}{2}}{\dfrac {x_{i2}-x_{i1}}{2}}'\right]^{-1}\left[\sum _{i=1}^{N}{\dfrac {x_{i1}-x_{i2}}{2}}{\dfrac {y_{i1}-y_{i2}}{2}}+{\dfrac {x_{i2}-x_{i1}}{2}}{\dfrac {y_{i2}-y_{i1}}{2}}\right]}
{\displaystyle =\left[\sum _{i=1}^{N}2{\dfrac {x_{i2}-x_{i1}}{2}}{\dfrac {x_{i2}-x_{i1}}{2}}'\right]^{-1}\left[\sum _{i=1}^{N}2{\dfrac {x_{i2}-x_{i1}}{2}}{\dfrac {y_{i2}-y_{i1}}{2}}\right]}
{\displaystyle =2\left[\sum _{i=1}^{N}(x_{i2}-x_{i1})(x_{i2}-x_{i1})'\right]^{-1}\left[\sum _{i=1}^{N}{\frac {1}{2}}(x_{i2}-x_{i1})(y_{i2}-y_{i1})\right]}
{\displaystyle =\left[\sum _{i=1}^{N}(x_{i2}-x_{i1})(x_{i2}-x_{i1})'\right]^{-1}\sum _{i=1}^{N}(x_{i2}-x_{i1})(y_{i2}-y_{i1})={FD}_{T=2}}

## Pasos en el modelo de efectos fijos para los datos de muestra
1. Calcular las medias de grupo y la Gran media
2. Calcular k = número de grupos, n = número de observaciones por grupo, N = número total de observaciones (KxN)
3. Calcular SS-total (o la varianza total) como: (Cada puntuación - gran media) ^ 2 resume a continuación
4. Calcular SS-tratar (o efecto del tratamiento) como: (Cada grupo medio-Grand media) ^ 2 xn después se suman
5. Calcular SS-error (error o efecto) como (Cada puntuación - Su media del grupo) ^ 2 a continuación resume
6. Calcular df-total: N-1, gl-tratamiento: k-1 y df-error k (n-1)
7. Calcular Mean Square MS-treat: SS-treat/df-treat, luego MS-error: SS-error/df-error
8. Calcular el valor obtenido f: MS-treat/MS-error
9. Usar F-tabla o función de probabilidad, para buscar el valor crítico F con un nivel de significación determinado
10. Concluir acerca de si el efecto del tratamiento afecta de manera significativa la variable de interés